# Pauline Bremer
Pour les articles homonymes, voir Bremer.
Pauline Bremer, née le 10 avril 1996 à Ossenfeld (Basse-Saxe), est une footballeuse internationale allemande évoluant au poste d'attaquante avec Brighton & Hove Albion FC depuis l'été 2023.

## Biographie

### En club
Pauline Bremer commence son parcours en tant que junior au SVG Göttingen 07, avant de signer son premier contrat professionnel au FFC Turbine Potsdam en 2012. 
Puis elle signe un contrat avec l'Olympique lyonnais en juin 2015. Un club qui lui permet de remporter trois trophées dès sa première saison : le Championnat de France, la Coupe de France et la Ligue des champions.
À l'été 2017 elle rejoint Manchester City dans le cadre d'un échange avec Lucy Bronze.

### En sélection
Elle remporte à partir de 2012 de nombreux titres avec l'équipe d'Allemagne U-17 et U-20. Elle joue son premier match international A contre la Slovénie le 10 avril 2014, à l'occasion d'un match de qualification pour la Coupe du Monde 2015 ; elle remplace Célia Šašić à la 60e minute de jeu. Elle participe à la Coupe du Monde 2015, organisée au Canada, où elle dispute un match contre la Norvège.

## Statistiques
| Saison                | Club                  | Championnat           | Championnat | Championnat | Coupe(s) nationale(s) | Coupe(s) nationale(s) | Compétition(s) continentale(s) | Compétition(s) continentale(s) | Compétition(s) continentale(s) | Total | Total |
| Saison                | Club                  | Division              | M.          | B.          | M.                    | B.                    | Comp.                          | M.                             | B.                             | M.    | B.    |
| 2012-2013             | FFC Turbine Potsdam   | Bundesliga            | 11          | 3           | 2                     | 1                     | -                              | -                              | -                              | 13    | 4     |
| 2013-2014             | FFC Turbine Potsdam   | Bundesliga            | 20          | 7           | 1                     | 0                     | WCL                            | 8                              | 1                              | 29    | 8     |
| 2014-2015             | FFC Turbine Potsdam   | Bundesliga            | 17          | 4           | 4                     | 8                     | -                              | -                              | -                              | 21    | 12    |
| Sous-total            | Sous-total            | Sous-total            | 48          | 14          | 7                     | 9                     | -                              | 8                              | 1                              | 63    | 24    |
| 2015-2016             | Olympique lyonnais    | D1                    | 10          | 5           | 3                     | 0                     | WCL                            | 7                              | 2                              | 20    | 7     |
| 2016-2017             | Olympique lyonnais    | D1                    | 18          | 4           | 3                     | 5                     | WCL                            | 7                              | 0                              | 28    | 9     |
| Sous-total            | Sous-total            | Sous-total            | 28          | 9           | 6                     | 5                     | -                              | 14                             | 2                              | 48    | 16    |
| 2017-2018             | Manchester City       | FA Super League       | -           | -           | -                     | -                     | WCL                            | -                              | -                              | 0     | 0     |
| Sous-total            | Sous-total            | Sous-total            | -           | -           | -                     | -                     | -                              | -                              | -                              | 0     | 0     |
| Total sur la carrière | Total sur la carrière | Total sur la carrière | 76          | 23          | 13                    | 14                    | -                              | 22                             | 3                              | 111   | 40    |

| Équipe              | Matches | Buts | Ratio |
| ------------------- | ------- | ---- | ----- |
| FFC Turbine Potsdam | 63      | 24   | 0.38  |
| Olympique lyonnais  | 48      | 16   | 0.33  |
| Manchester City     | 0       | 0    | 0     |
| Total en club       | 111     | 40   | 0.36  |
| Équipe d'Allemagne  | 15      | 3    | 0.20  |
| Total en carrière   | 126     | 43   | 0.34  |

## Palmarès

### En sélection
Équipe d'Allemagne U-17 :
- Vainqueur du Championnat d'Europe U-17 en 2012 (1)

 Équipe d'Allemagne U-20 :
- Vainqueur de la Coupe du monde U-20 en 2014 (1)

### En club
FFC Turbine Potsdam :
- Finaliste de la Coupe d'Allemagne en 2013 et 2015

 Olympique lyonnais :
- Vainqueur du Championnat de France en 2016 et 2017 (2)
- Vainqueur de la Coupe de France en 2016 et 2017 (2)
- Vainqueur de la Ligue des champions en 2016 et 2017 (2)

 VfL Wolfsburg :
- Championne d'Allemagne
  - Champion : 2022

- Coupe d'Allemagne féminine de football
  - Vainqueur : 2021 2022 et 2023

### Distinctions personnelles
- Soulier d'argent de la Coupe du monde U-20 en 2014
- Meilleure buteuse du championnat d'Europe U-19 en 2013
- Médaille d'argent Fritz Walter (meilleure jeune joueuse allemande) en 2014
- Médaille d'or Fritz Walter (meilleure jeune joueuse allemande) en 2015